# برانکو پلشه
برانکو پلشه (کرواتی: Branko Pleše; ۱۲ ژانویهٔ ۱۹۱۵ – ۲۸ مارس ۱۹۸۰) بازیکن فوتبال اهل یوگسلاوی بود.
از باشگاه‌هایی که در آن بازی کرده‌است می‌توان به باشگاه فوتبال دینامو زاگرب، باشگاه فوتبال گراجانسکی زاگرب، و باشگاه فوتبال کنکوردیا اشاره کرد.
وی همچنین در تیم‌های ملی فوتبال یوگسلاوی و کرواسی بازی کرده‌است.